# Finlândia nos Jogos Olímpicos de Inverno de 1994
A Finlândia competiu nos Jogos Olímpicos de Inverno de 1994, realizados em Lillehammer, Noruega.